# 丹青
丹青，指中國傳統繪畫所用的顏料。

## 發展
舊石器時代的中國原始岩畫主要採用天然赤鐵礦顏料作畫。甲骨文中表達顏色的字少，僅有“青”、“赤”、“白”、“黃”、“黑”、“玄”、“幽”等。
古代繪畫常用朱紅色與青色。紅色顏料為丹砂，青色顏料的原料為青雘礦石。

### 當代
當前主要有石青、石绿、石黄、朱砂（多为粉质）、朱 、赭石、白粉、藤黄、花青、胭脂、品红（市面所售已加胶水，调水即可用）等。其中石青、石绿，分四等色泽。头青、头绿色泽最深，四青、四绿最浅。

## 譯名
1935年，班傑明·馬奇（Benjamin March）曾在他的著作《中国画的一些术语》（Some Technical Terms of Chinese Painting）中依威妥瑪拼音，將丹青转写為「Tan Ch'ing」。1997年巴恩哈特等人依汉语拼音转写為「Danqing」。

## 参看
彩画